# James Rendel Harris
James Rendel Harris (Plymouth, 1852 – Birmingham, 1941) è stato un archeologo britannico.
Docente alla Johns Hopkins University, fu autore di importanti opere quali Il culto dei Gemelli Paradisiaci (1906), I figli del Tuono (Boanerges, 1913) e Pico che è anche Zeus (1917).